# Bleßberg

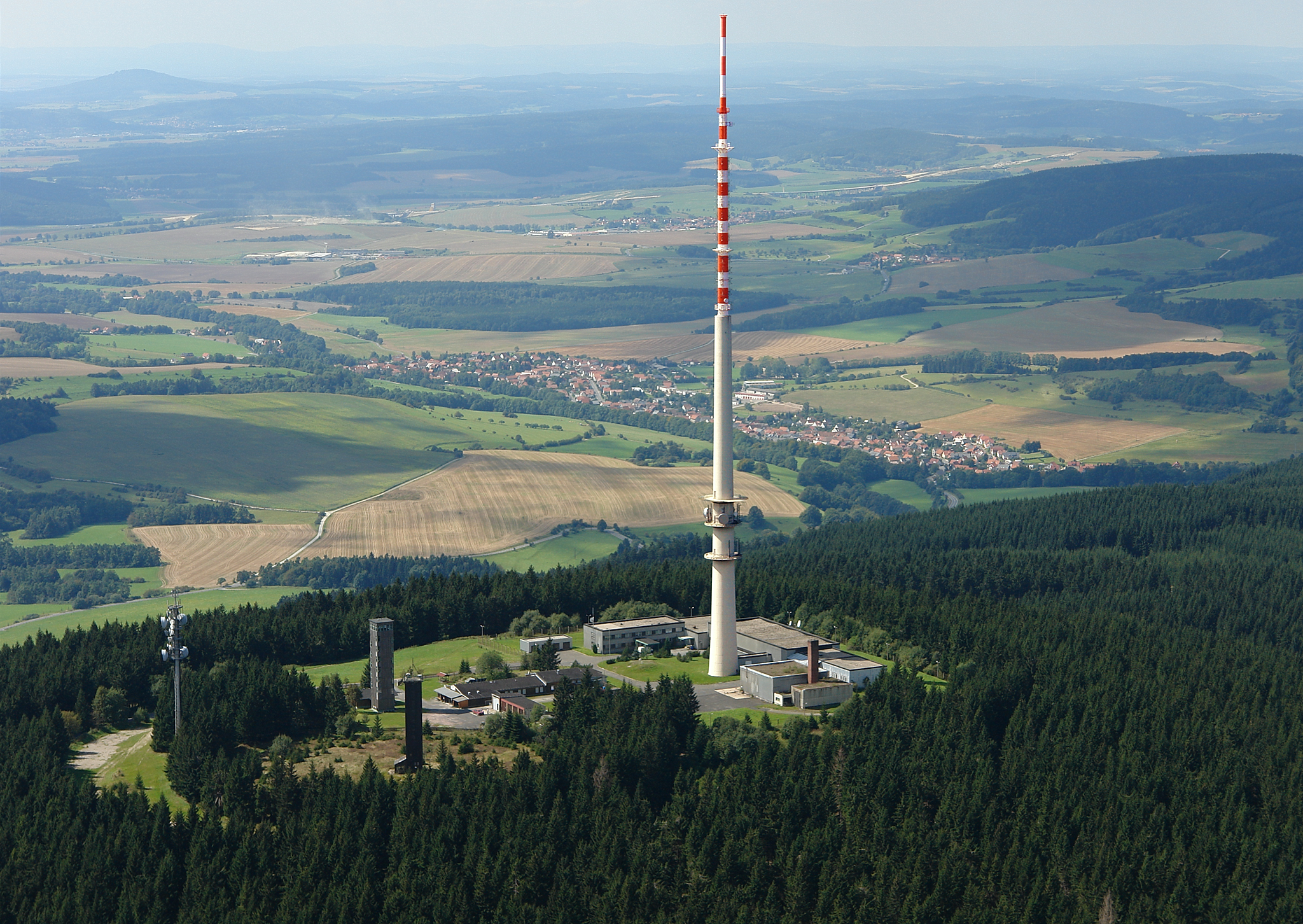
Sendeturm, Aussichtsturm und Wanderheim

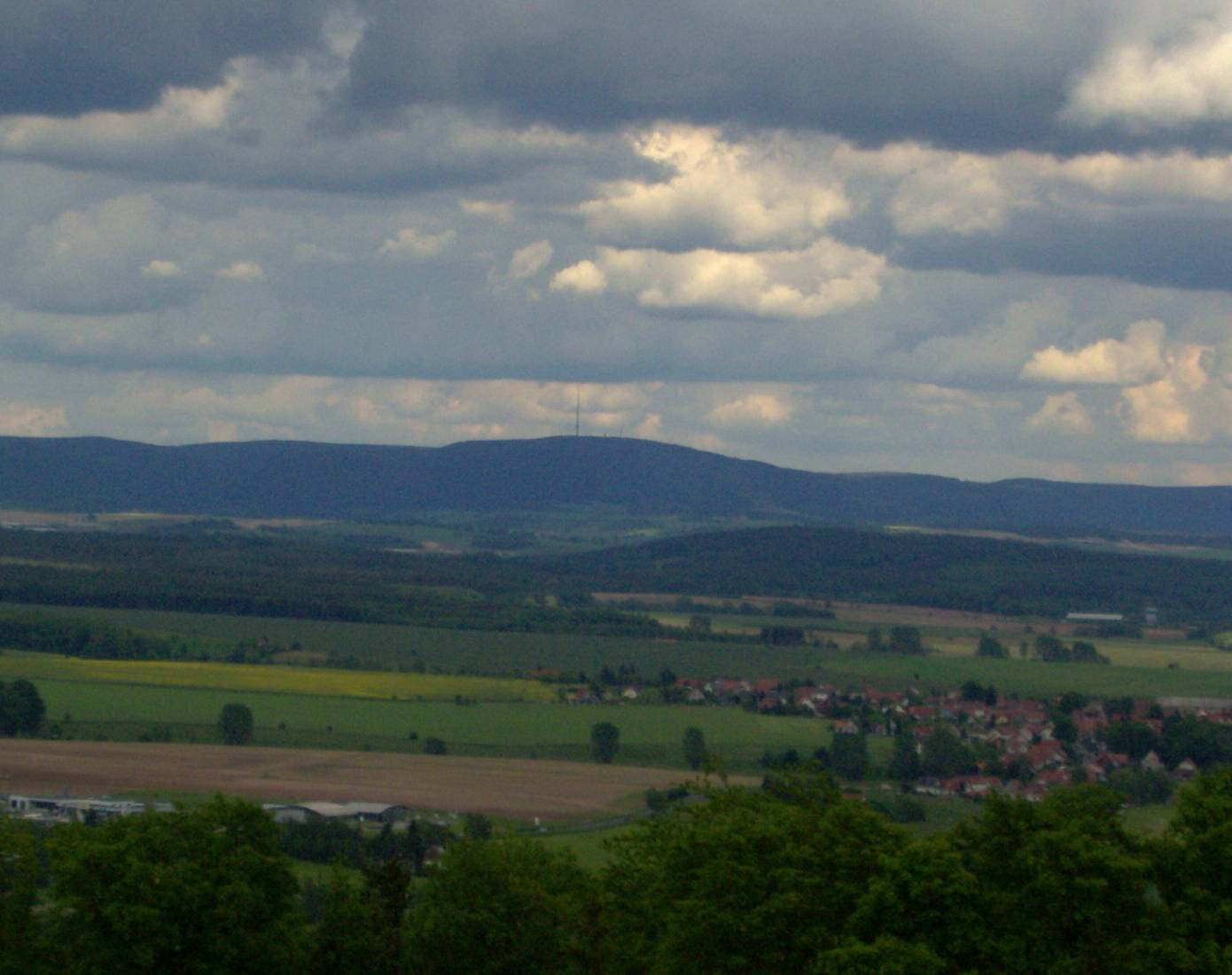
Der Bleßberg vom Hildburghäuser Stadtberg aus gesehen

Das Bleßbergplateau

Der Bleßberg ist ein 866,9 m ü. NHN hoher Berg im Thüringer Schiefergebirge (Thüringen, Deutschland). Er liegt im Landkreis Hildburghausen und Landkreis Sonneberg zwischen Sachsenbrunn und Steinheid, etwa sieben Kilometer nordöstlich von Eisfeld.
Auf dem Bleßberg befindet sich der 1976 fertiggestellte Sender Bleßberg; die Spitze von dessen Sendeturm ist mit 1062 m ü. NHN (Bodenhöhe am Turm 866,9 m + 195,1 m Turmhöhe) der höchste Punkt Thüringens. Am 30. März 2008 stießen die Mineure bei Vortriebsarbeiten im Tunnel Bleßberg der Eisenbahn-Neubaustrecke Nürnberg–Erfurt auf die Bleßberghöhle.

## Geographie

### Lage
Der Bleßberg bildet den südöstlichen Teil der Rhein-Weser Wasserscheide. An der Nordflanke ist der Bleßberg durch die Saar begrenzt, einem linken Quellfluss der oberen Werra. Hier befindet sich der Ort Saargrund. Weiter westlich flussabwärts befindet sich der Ort Schirnrod und Schwarzenbrunn. An der Südwestseite befindet sich die Itzquelle. Die gesamte Südflanke wird durch verschiedene Zuflüsse der Itz entwässert, wie die Krellsen und im Südosten der Müßleinbach, rechter (westlicher) Zufluss zum Truckenthaler Wasser, welcher einen linken Zufluss der Itz bildet. Ortschaften auf der Südseite sind: im Südwesten Stelzen an der Itz; im Süden Mausendorf an der Krellsen, Neundorf und Truckenthal; im Südosten Theuern an der Grümpen. Im Nordosten befindet sich der Ort Siegmundsburg, ebenfalls im oberen Einzugsgebiet der Grümpen gelegen. Die Itz mit ihren Nebenflüssen Truckenthaler Wasser und Grümpen fließen zum Main und gehören somit zum Einzugsgebiet des Rheins.

### Weitere Umgebung
Zusammen mit der nordöstlich sich anschließenden Dürren Fichte (860,7 m) und der von dort aus nordwestlichen Pechleite (838,7 m), deren Nordflanke die Nahtstelle zum Massiv des Eselsbergs (841,5 m) ist, bildet der Bleßberg ein Massiv von der Form eines nach Westen offenen Hufeisens, in dessen Inneren der Werra-Quellfluss Saar entspringt. Nach Nordwesten wird dieses Massiv von der Werra begrenzt, nach Nordosten durch das Schwarzatal, nach Südosten durch den Itz-Nebenfluss Grümpen, während es nach Südwesten allmählich abflacht.
Über die Nordflanke dieses Massivs verläuft der Rennsteig, d. h. von Masserberg kommend über den Eselsberg hin zum Dreistromstein, in etwa die Hauptwasserscheide Elbe-Weser und weiter östlich die Hauptwasserscheide Elbe-Rhein markierend. Der Rennsteig führt aber nicht über den Blessberg, welcher die Hauptwasserscheide Weser-Rhein bildet. Hierhin führt von Sigismund her kommend die Bleßstrasse.
Daher werden seine Erhebungen teilweise zum Nördlichen und teilweise zum Südlichen Hohen Schiefergebirge gezählt. Der Höhenweg verläuft genau über die Pechleite, die nach Süden in den Heuberg (791,8 m) und den Steinberg (754,6 m) ausläuft, die nördliche Flanke des Schweinsbergs (816 m), über den Saarberg (801,8 m) bei Friedrichshöhe, der nördlich in den Großen Langebachsberg (733,2 m) am Stausee Goldisthal ausläuft, und dem nahe Siegmundsburg liegenden Hühnerberg (824 m). Am Dreistromstein nahe Siegmundsburg schließt sich der Rattelsberg (823,6 m) südlich an den Hauptkamm an, etwas südwestlich davon der Rüttelsberg (821,9 m). Die Nordostflanke des Massivs markieren der Obere (788,6 m) und der Untere Alsbachberg (782,7 m) über Scheibe-Alsbach. Südlich von Alsbach, in der Ortslage Limbach, gegenüber dem durch den Neumannsgrund getrennten Kieferle (867,2 m), passieren der Rennsteig und die Bundesstraße 281 die Nahtstelle zum Petersberg (819,2 m) und damit zum Massiv des Eisenbergs (852,6 m). Im Südwesten bildet die Schmiede (832 m) die Verbindung von der Dürren Fichte zum Bleßberg. Die Dürre Fichte läuft über dem Neumannsgrund nach Süden in den Blößberg (781,6 m) und den Steger (783,7 m) aus.
Da die Itz in den Main – und damit in den Rhein – fließt, Saar und Werra aber in die Weser münden, liegt der Bleßberg an der Wasserscheide Rhein-Weser. Da die Schwarza im Norden nun wiederum in die Saale – und damit in die Elbe – fließt, liegen anderen nördlichen Gipfel des Massives auf der Wasserscheide Elbe-Weser, östlich des Dreistromsteins auch Wasserscheide Elbe-Rhein.
Von den benachbarten Bergen außerhalb des Massivs ragen besonders das Kieferle (867,2 m; östlich der Dürren Fichte, hinter dem Grümpental), der Große Farmdenkopf (868,7 m) mit dem Pumpspeicherwerk Goldisthal (Oberbecken auf 877 m; im Nordosten, hinter dem Schwarzatal) und der Eselsberg (im Nordwesten, hinter dem Werratal) hervor.

### Flussquellen
- Am Sattel zwischen Bleßberg und Dürrer Fichte entspringt, unweit der B 281, in 800 m Höhe der Werra-Quellfluss Saar. Die zweite, eigentliche Werra-Quelle liegt sieben Kilometer weiter nördlich am Südhang des Eselsberges bei Fehrenbach.
- An den Hängen des Bleß entspringt auch die Itz.
- Am Nord- und Osthang der Dürren Fichte entspringen auch einige Quellflüsse der Grümpen. Eine weitere, östlichere Quelle liegt direkt gegenüber, am Westhang des Kieferle.

## Sender Bleßberg
Auf dem Bleßberg betreibt die Deutsche Funkturm, eine Tochtergesellschaft der Deutschen Telekom, den 1976 errichteten Sender Bleßberg für Ultrakurzwelle (UKW), Mobilfunk, Richtfunk und DVB-T, einer Variante von digitalem Fernsehen. Sein freistehender und als Antennenträger dienender Stahlbetonturm, ist 195 m hoch; davon sind 107,5 m Schafthöhe. In 35 und 45 m Höhe besitzt er zwei Richtfunkplattformen und in 55 m Höhe eine Plattform zum Schutz der Richtfunkantennen vor herabfallenden Eisbrocken. Der Turm hat keine für die Öffentlichkeit zugänglichen Bereiche. In der Nähe dieses Turms steht auf der Gipfelregion ein weiterer Sendeturm.

## Tunnel Bleßberg
Der Tunnel Bleßberg ist mit 8314 m der längste von 22 Eisenbahntunneln der Schnellfahrstrecke Nürnberg–Erfurt. Er unterquert den Bleßberg, bei einer maximalen Überdeckung von 330 m.
Bei den Bauarbeiten wurden zwei Tropfsteinhöhlen entdeckt, die erstentdeckte Höhle erhielt den Namen Bleßberghöhle.

## Ausflugsziel und Anfahrt
Während der Bleßberg zur Zeit der Deutschen Demokratischen Republik ein militärisches Sperrgebiet war – die Nationale Volksarmee nutzte den hohen Standort zur Sicherstellung der Funkverbindungen entlang der nahen Innerdeutschen Grenze – dient er heute als Ausflugsziel.
Auf der Gipfelregion betreibt der Thüringerwald Verein Saargrund e. V. in einem ehemaligen Kasernengebäude ein Wanderheim. Bereits 1902 wurde der erste Aussichtsturm aus Stahlträgern hier errichtet, jedoch 1972 auf Befehl der Regierung der DDR abgerissen; seit 2002 erinnert ein Gedenkstein an diesen Turm. 1997 wurde ein 30 m hoher Aussichtsturm gebaut.
Zwischen 11 und 17 Uhr kann die Gipfelregion auf der Bleßstraße erreicht werden; ansonsten ist die Straße für den öffentlichen Verkehr gesperrt. Diese Stichstraße beginnt oberhalb von Saargrund (Landkreis Hildburghausen) nahe Siegmundsburg (Landkreis Sonneberg) und nahe den Siegmundsburger Werra(/Saar-)quellen – etwas südwestlich des zwischen dem Rattelsberg im Nordnordwesten und der Dürren Fichte im Südsüdosten liegenden Gebirgspasses (515,4 m) der B 281.
Auch von allen anderen Seiten ist der Gipfel durch gut beschilderte Wanderwege erreichbar, wobei jener von Stelzen im Westen aus der wohl beliebteste ist – wenngleich nicht der flachste.

## Sonstiges
Im Herzogtum Sachsen-Meiningen gab es zwei Berge mit der Bezeichnung „Bleßberg“, was häufig zu Verwechslungen führte. Auf Anweisung von Herzog Georg II. wurde der „unterländische Bleßberg“ umbenannt und trägt heute den Namen Pleß – der „oberländische“ behielt seinen Namen.